# Новіков Микола Михайлович
Микола Михайлович Новіков (нар. 18 листопада 1966; Київ) — український інженер, економіст, почесний консул Великого Герцогства Люксембург в Україні.

## Біографія
Народився 18 листопада 1966 року в Києві. У 1973—1983 роках навчався у середній школі № 78.
У 1988 році закінчив Київський інститут інженерів цивільної авіації за спеціальністю «інженер-економіст».
У 1993—2005 роках — представник Bankgesellschaft Berlin AG (колишній Berliner Bank AG) в Україні.
З 1993 по 2001 рік також займає позицію Регіонального Директора GML International Limited.
У 1995—1997 роках — перший заступник голови Укргазпромбанку.
У 2001—2003 роках був радником Міністра економіки з питань європейської інтеграції України.
В лютому 1999 року був призначений почесним консулом Великого Герцогства Люксембург в Україні.
З 2011 року — Генеральний Директор ТОВ «ЕФТ Україна».

## Нагороди
- Орден Дубового вінця (червень 2015)[5];